# 索马里瓦-德尔博斯科
索马里瓦-德尔博斯科（義大利語：Sommariva del Bosco），是意大利库内奥省的一个市镇。总面积35平方公里，人口6363人，人口密度181.8人/平方公里（2009年）。ISTAT代码为004222。

## 友好城市
- 阿根廷Porteña（西班牙语：Porteña） 1998年